# Comté de Wayne (Missouri)
Pour les articles homonymes, voir Comté de Wayne.
Le comté de Wayne (Wayne County) est un comté du Missouri aux États-Unis. Le siège du comté se situe à Greenville. Le comté fut créé en 1818 et nommé en hommage au général Anthony Wayne qui participa à la guerre révolutionnaire américaine.  Au recensement de 2000, la population était constituée de 13.259 individus.

## Géographie
Selon le bureau du recensement des États-Unis, le comté totalise une surface 2.005 km² dont 34 km² d’eau.

### Comtés voisins
- Comté de Madison (Missouri)  (nord)
- Comté de Bollinger  (est)
- Comté de Stoddard  (sud-est)
- Comté de Butler (Missouri)  (sud)
- Comté de Carter (Missouri)  (sud-ouest)
- Comté de Reynolds  (ouest)
- Comté d'Iron (Missouri)  (nord-ouest)

### Routes principales
- U.S. Route 67
- Missouri Route 34
- Missouri Route 49

## Démographie
Selon le recensement de 2000, sur les 13.259 habitants, on retrouvait 5.551 ménages et 3.841 familles dans le comté. La densité de population était de 7 habitants par km² et la densité d’habitations (7.496 au total)  était de 4 habitations par km². La population était composée de 97,68 % de blancs, de 0,17 % d’afro-américains, de 0,58 % d’amérindiens et de 0,11 % d’asiatiques.
27,40 % des ménages avaient des enfants de moins de 18 ans, 56,2 % étaient des couples mariés. 23,2 % de la population avait moins de 18 ans, 6,7 % entre 18 et 24 ans, 23,5 % entre 25 et 44 ans, 26,8 % entre 45 et 64 ans et 19,8 % au-dessus de 65 ans. L’âge moyen était de 42 ans. La proportion de femmes était de 100 pour 98,3 hommes.
Le revenu moyen d’un ménage était de 24.007 dollars.